# Mustafa Agha Barbar
Mustafa Agha Barbar El Korek, aussi appelé Mustafa Agha Barbar, né en 1767 et mort le 28 avril 1835 est un homme d'état libanais, gouverneur du Pachalik de Tripoli entre 1800-1808, 1810-1820 et 1821-1835.
Le deuxième mot de son nom, Agha, est en fait un titre dérivé du mot turc pour « chef », « maître » ou « seigneur ». Il s'agissait d'un titre d'officier civil ou militaire de l'Empire ottoman, placé après le nom des fonctionnaires militaires. 
Son nom de famille, Barbar, pourrait le relier à l'ethnie berbère du Maghreb : le mot arabe pour « berbère » se prononce « Bar-bar ».

## Biographie
Barbar était à l'origine un paysan d'Al-Qalamoun, dans le district du Koura. Au début de sa carrière, il était au service de l'émir Hasan Chehab (le frère de Bachir Chehab II). Par son acuité, sa bravoure, son habileté et son énergie, selon l'historien Mikhaïl Mishaqa, Barbar a atteint de hautes fonctions et s'est imposé parmi les vizirs et ses sujets. On dit qu'il était le principal antagoniste de l'Emir Bashir Shihab II autour de Abdullah Pacha al-Azm.
Barbar fut nommé gouverneur de Tripoli par les Ottomans en 1798. Au début du XIXe siècle, il fit effectuer d'importants travaux de restauration de la Citadelle de Tripoli. 
Plus tard, il dona une grande partie de ses biens de Tripoli à ses épouses, parents et esclaves (mamelouks), peu après que son emprise sur le pouvoir eut été contestée. Il dota également des biens à Tripoli pour la construction d'un canal et de deux fontaines, afin de renforcer son image. Son règne à Tripoli fut remis en cause par Kunj Yusuf Pasha en 1808 mais Barbar résista au siège avec le soutien de mercenaires albanais.
Entre 1809 et 1813, Barbar, qui haïssait les Alaouites, attaqua la tribu Kalbiyya. Son principal ennemi était le cheikh alaouite semi-autonome de Safita, Saqr al-Mahfuz. En 1816, Barbar fit construire le fort de Iaal. La même année, les soldats qui le servaient ravagèrent plusieurs villages chiites ismaéliens dans les monts Nusayriyya, ce qui s'avéra désastreux pour les Ismaéliens, dont la destruction finale du château Al-Kahf.
Entre 1820 et 1825, un décret impérial ottoman ordonna l'exécution de Barbar. Il se rendit à l'émirat du Mont-Liban, cherchant asile auprès de l'émir Bashir, qui nomma une résidence pour lui et son peuple dans le village de Shwayfat (district d'Aley), jusqu'à ce qu'il puisse obtenir une grâce auprès du gouverneur d'Égypte, Méhémet Ali (auquel l'émir Bashir était allié). 
En octobre 1833, Barbar est démis de ses fonctions et arrêté par les nouvelles autorités égyptiennes. Barbar fut arrêté pour avoir prélevé l'awayid, un impôt normalement prélevé pour soutenir les fonctionnaires de ses sujets, ce qui était interdit par les nouvelles autorités égyptiennes.
Barbar mourut le 28 avril 1835, peut-être d'une crise cardiaque ou d'une affection similaire. Il fut enterré à la forteresse Iaal le lendemain de sa mort.
Certains de ses descendants modernes vivent maintenant à Tripoli et Iaal, au Liban.